# Dreimarkstein
Dreimarkstein är en bergstopp i Österrike.   Den ligger i distriktet Bruck-Mürzzuschlag och förbundslandet Steiermark, i den östra delen av landet, 70 km sydväst om huvudstaden Wien. Toppen på Dreimarkstein är 1 948 meter över havet, eller 208 meter över den omgivande terrängen. Bredden vid basen är 4,3 km.
Terrängen runt Dreimarkstein är bergig norrut, men söderut är den kuperad. Närmaste större samhälle är Mürzzuschlag, 12,3 km söder om Dreimarkstein. 
I omgivningarna runt Dreimarkstein växer i huvudsak blandskog. Runt Dreimarkstein är det ganska tätbefolkat, med 67 invånare per kvadratkilometer.